# Хаслев
Хаслев (дат. Haslev) — город в Дании, на юго-востоке острова Зеландия. Административный центр коммуны Факсе (с 2007 года). Железнодорожный узел. До конца 2006 года был административным центром отдельной коммуны Хаслев.

## История и Население
Поселение сформировалось в Хаслеве вокруг местной церкви. В 1870 году, к моменту проведения через это местечко жележной дороги и открытия железнодорожной станции, в Хаслёве проживало 653 человека. Во второй половине ХХ столетия наблюдается постоянный рост числа жителей этого городка. так, В 1970 году его население состаяло из 6.925 человек, в 1976 году — уже 8.631, в 1981 году — 9.146 жителей, в 1990 году — 9.700, в 2000 году — 10.034, в 2008 году — уже 10.972 жителя.

## Персоналии
В городке Фреслёв, близ Хаслева, родилась датская певица-сопрано Эмилия Ульрих (1872—1952). В местной гимназии учился лауреат Нобелевской премии в области химии за 1997 год Йенс Скоу.

## Галерея

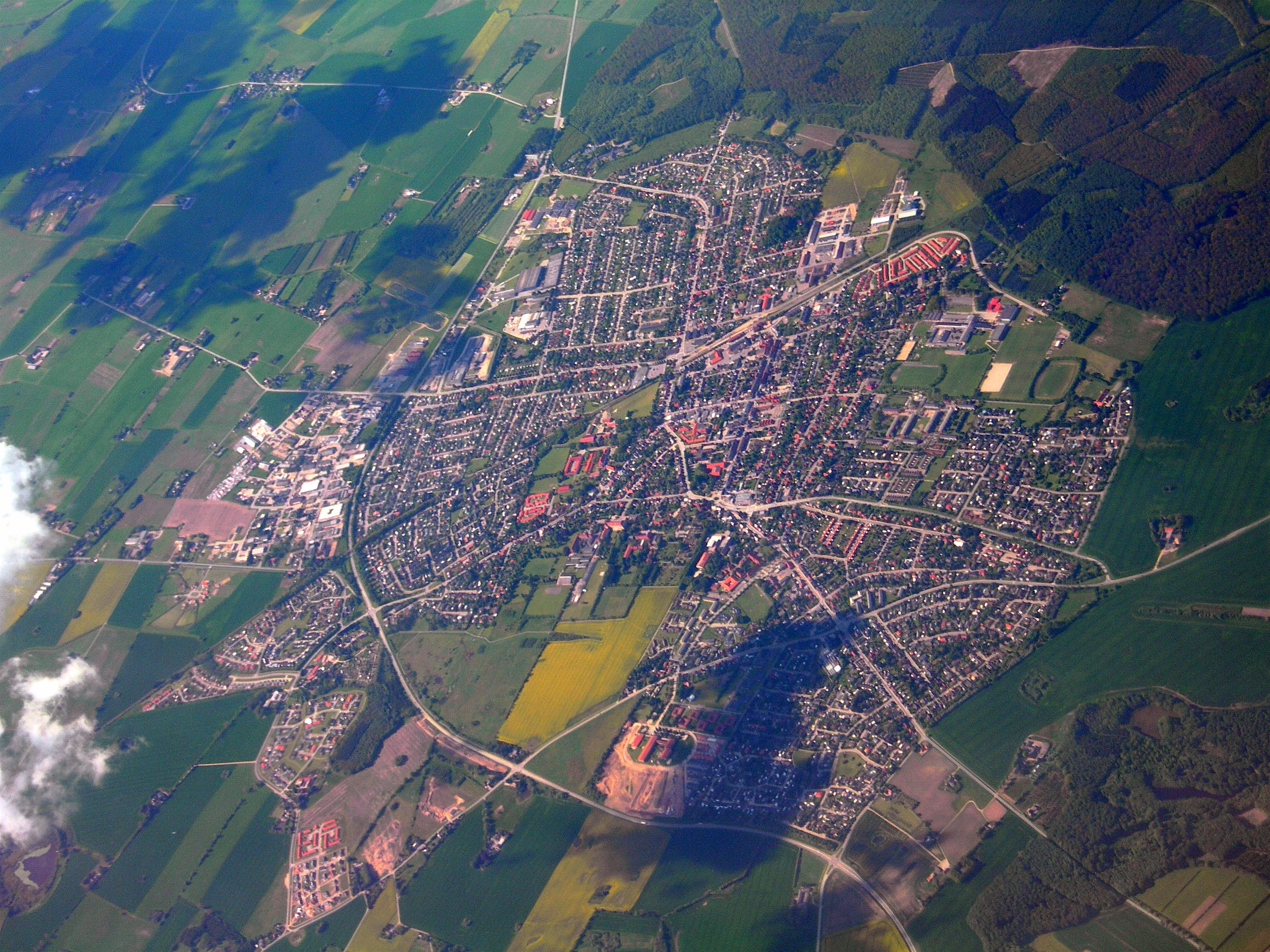
Вид с воздуха
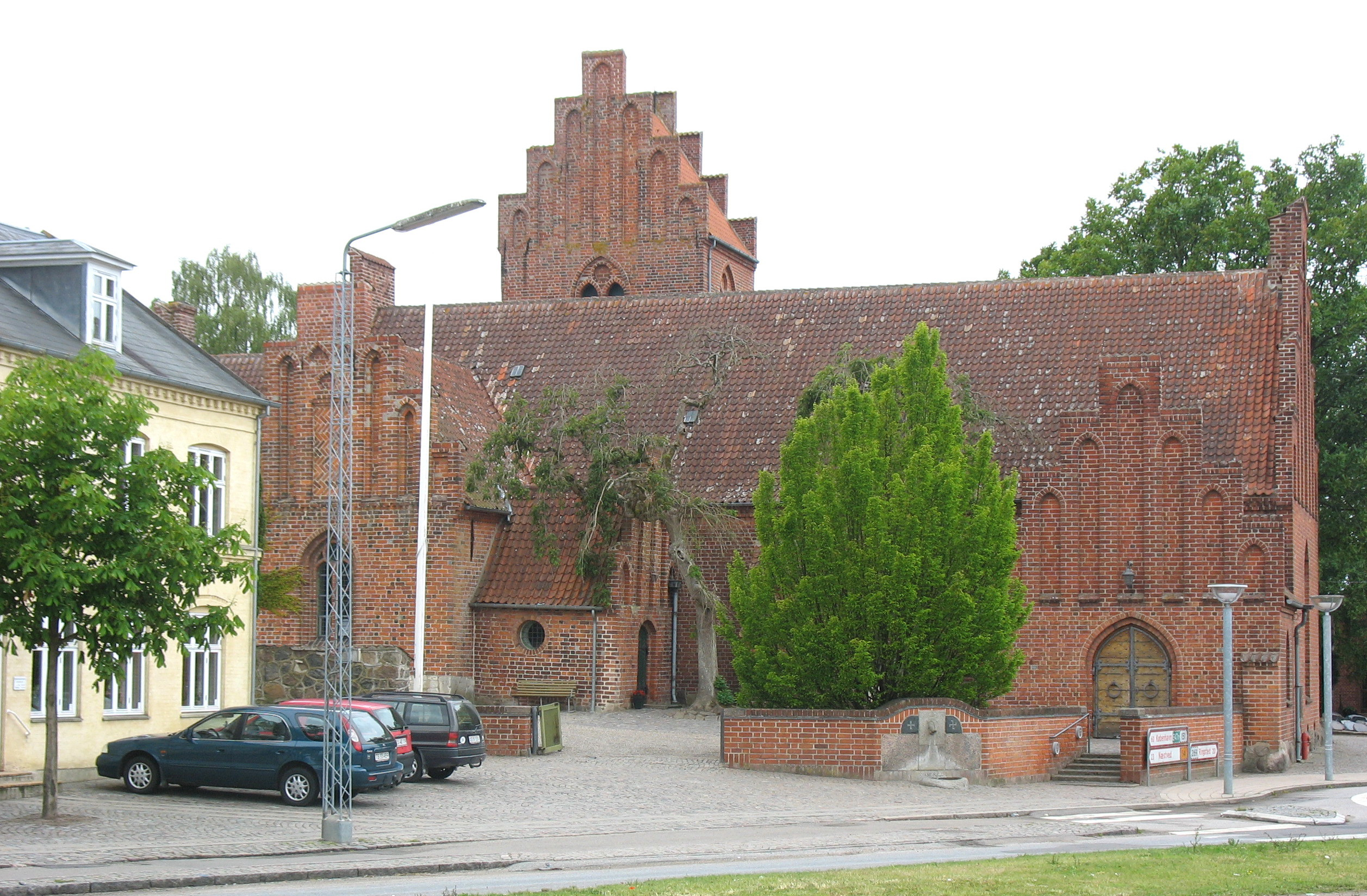
Городская церковь
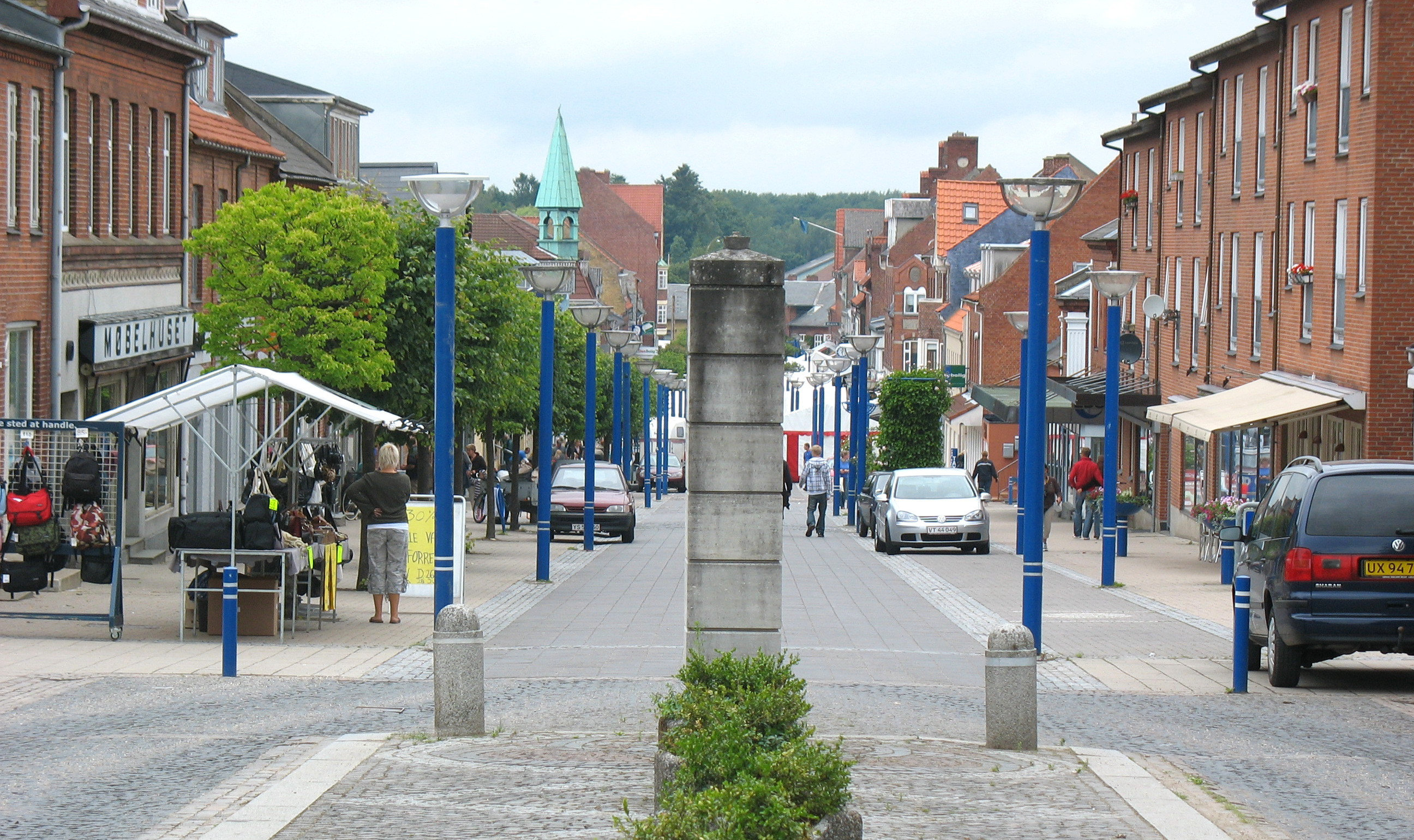
Хаслев. Центр города